# 318
318 (CCCXVIII na numeração romana) foi um ano comum do século IV do Calendário Juliano, da Era de Cristo, a sua letra dominical foi E (52 semanas), teve início a uma quarta-feira e terminou também a uma quarta-feira.
| Ano completo                        |
| ----------------------------------- |
| Ano comum com início à quarta-feira |

## Eventos
- Gregório, o Iluminador designa o seu filho, Aristaces, como seu sucessor no Patriarcado da Arménia.
- O estado Han Zhao é proclamado na China.
- É alegadamente encontrada a verdadeira cruz onde morreu Jesus Cristo, uma das relíquias mais sagradas da cristandade

## Mortes
- Jin Mindi, antigo imperador Chinês da Dinastia Jin (265-420), é assassinado.